# 室蘭ガス
室蘭ガス株式会社（むろらんガス）は、北海道室蘭市に本社を置く、日本の都市ガスを主力とするエネルギー販売会社である。

## 営業エリア
- 室蘭市、および登別市。

## 沿革
- 1936年5月31日 室蘭瓦斯株式会社として設立。
- 1938年3月10日 室蘭市において都市ガスの供給を開始する。
- 1989年 室蘭ガスと社名変更する。
- 2006年8月3日 北海道ガスが筆頭株主となる。[2]
- 2006年 天然ガス転換作業に備え、本社を室蘭市大沢町から室蘭市日の出町2-44-1に移転。[3]
- 2009年 8月～12月中旬までに、天然ガス(13A）への転換作業が終了。（ただし、高平町の一部と白鳥台地区はLPG供給。）[4]

## 工場
- 輪西供給所
- 室蘭液化天然ガス基地(御崎町、テツゲン室蘭支店構内。苫小牧市の勇払ガス田で採取された天然ガスをここで気化し、同市大沢町の室蘭ガス輪西供給所を経由して、室蘭・登別両地域に供給している。）
- 白鳥台工場